# Узруївські джерела (пам'ятка природи)
Узру́ївські джере́ла — гідрологічна пам'ятка природи місцевого значення в Україні. Розташований у межах Новгород-Сіверського району Чернігівської області, на північний захід від села Узруй. 
Площа 1 га. Статус присвоєно згідно з рішенням Чернігівського облвиконкому від 27.04.1964 року № 236; рішення від 10.06.1972 року № 303; рішення від 27.12.1984 року № 454; рішення від 28.08.1989 року № 164; рішення від 31.07.1991 року № 159. Перебуває у віданні ДП «Новгород-Сіверське лісове господарство» (Узруївське лісництво, кв. 19, вид. 16). 
Статус присвоєно для збереження кількох потужних джерел, які б'ють з дна водойми та з шарів крейди.